# Sienna Miller

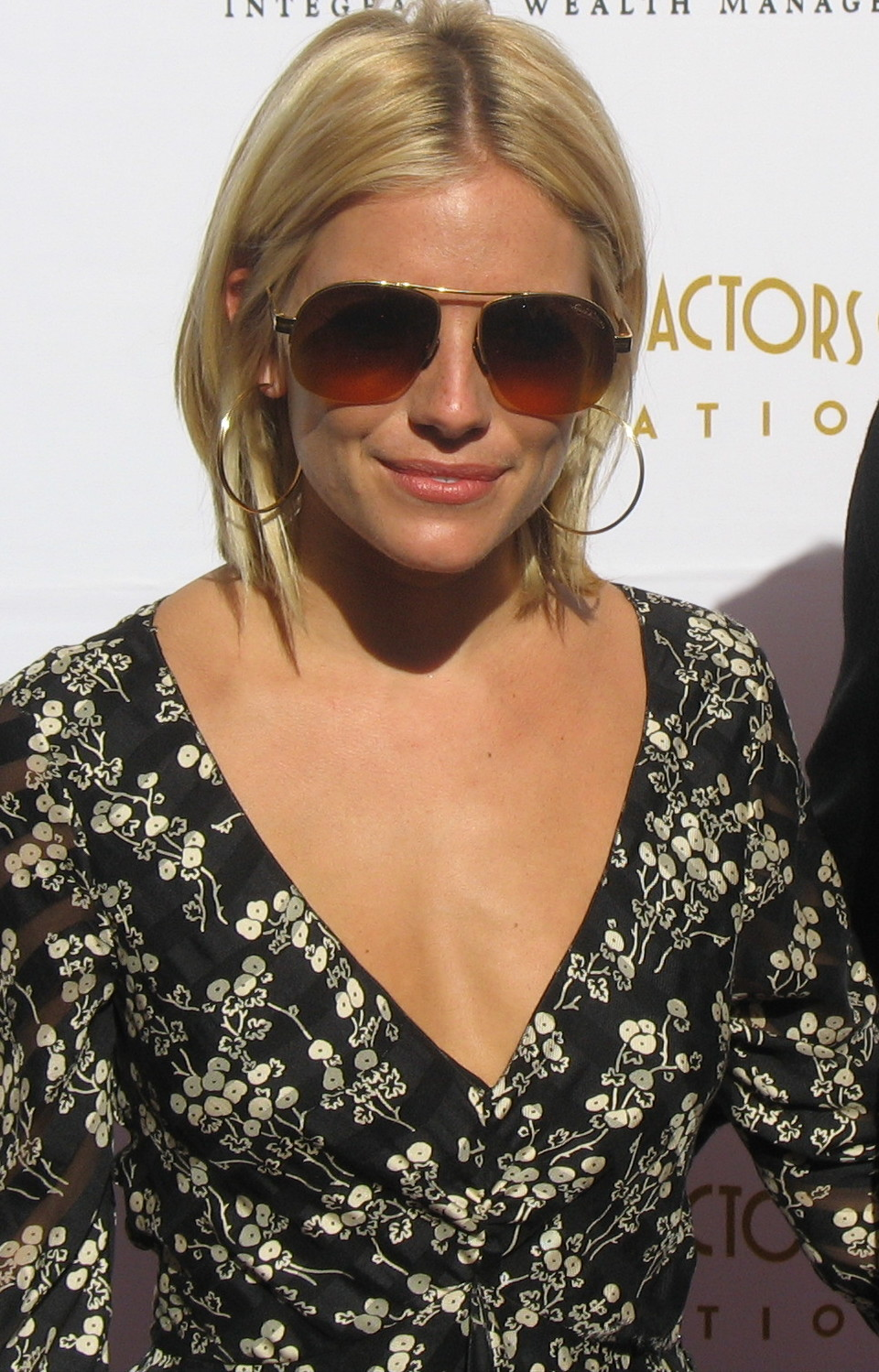
Sienna Miller (2007)

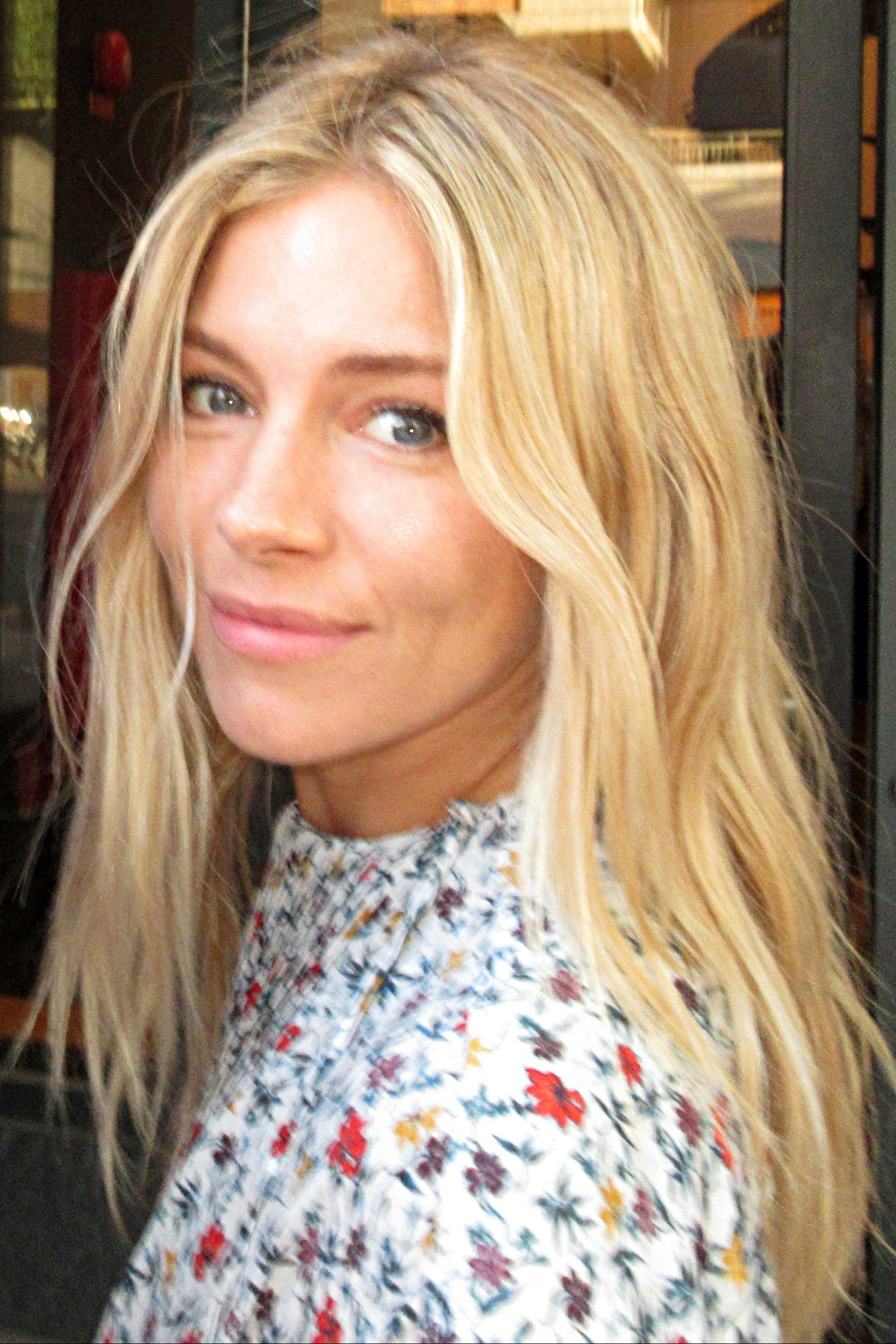
Sienna Miller (2018)

Sienna Rose Diana Miller (ur. 28 grudnia 1981 w Nowym Jorku w USA) – angielska aktorka.

## Rodzina
Urodzona w Nowym Jorku Sienna jest córką amerykańskiego bankiera Edwarda Millera i angielskiej modelki Josephine Miller. Ma siostrę Savannah oraz przyrodnie rodzeństwo: dwóch braci Stephena i Charlesa oraz siostrę Natashę. Gdy Sienna miała rok, jej rodzina przeniosła się do Londynu. Większość swojego życia Miller spędziła w Anglii i posiada dwa obywatelstwa – amerykańskie oraz brytyjskie.
Ze związku z angielskim aktorem Tomem Sturridge'em ma córkę Marlowe.

## Kariera
Uczyła się tańca, śpiewu i aktorstwa w szkole dla dziewcząt w Heathfield. Ukończyła szkołę i wróciła do Nowego Jorku, gdzie zaczęła naukę w tej samej uczelni co matka – Instytucie Lee Strasberga.
Wystąpiła w kilku nowojorskich sztukach. Widzowie zapamiętali ją jednak jako humorzastą współlokatorkę Inspektora Eddiego w serialu o tym samym tytule. Największą popularność przyniósł jej udział w remake'u Alfiego (2004) w reżyserii Charlesa Shyera. Później wystąpiła w Casanovie z Heathem Ledgerem, gdzie zagrała pisarkę Francescę Bruni.
W 2006 do amerykańskich kin wszedł film Dziewczyna z fabryki, który przyniósł przełom w jej karierze. W filmie wciela się w postać Edie Sedgwick – muzy Andy’ego Warhola.
Miller pojawiała się na okładkach takich magazynów jak „Vogue”, „Glamour”, „Harper’s Bazaar”, „I-D”, „W Magazine”, Nylon, „Esquire”, „Marie Claire”, „Elle”, „InStyle”, „Grazia”, „Cosmopolitan” czy „Vanity Fair”.
W 2004 i 2005 została uznana za jedną z najlepiej ubierających się gwiazd. Laureatka Złotej Maliny 2009 za film G.I. Joe: Czas Kobry dla najgorszej drugoplanowej aktorki.
Zasiadała w jury konkursu głównego na 68. MFF w Cannes (2015).

## Filmografia

### FIlmy
- 2001: Przypadkowa narzeczona jako Sharon
- 2003: High Speed jako Savannah
- 2004: The Ride jako Sara
- 2004: Alfie jako Nicky
- 2004: Przekładaniec (Layer Cake) jako Tammy
- 2005: Casanova jako Francesca Bruni
- 2006: Dziewczyna z fabryki jako Edie Sedgwick
- 2007: Gwiezdny pył (Stardust) jako Victoria
- 2007: Rozmowa z gwiazdą jako Katya
- 2008: Zakochana na zabój (Camille) jako Camille
- 2008: Granice namiętności jako Caitlin MacNamara
- 2009: G.I. Joe: Czas Kobry jako baronowa
- 2012: Yellow jako Xanne
- 2012: Two Jacks jako Diana
- 2012: Just Like a Woman jako Marilyn
- 2012: Dziewczyna Hitchcocka (The Girl) jako Tippi Hedren (film TV)
- 2013: Wymarzony jako Sarah
- 2014: Foxcatcher jako Nancy Schultz
- 2014: Snajper jako Taya Renae Kyle
- 2015: Niedokończony interes jako Chuck Portnoy
- 2015: Urodzeni zwycięzcy jako Simone
- 2015: High-Rise jako Charlotte Melville
- 2015: Black Mass jako Catherine Greig (usunięte sceny)
- 2015: Ugotowany jako Helene
- 2016: Zaginione miasto Z jako Nina Fawcett
- 2016: Nocne życie jako Emma Gould
- 2017: Życie prywatne kobiety współczesnej jako Vera Lockman
- 2018: Projekt Larson jako Estella
- 2018: American Woman jako Debra
- 2019: 21 mostów jako Frankie Burns
- 2020: Wander Darkly jako Adrienne
- 2023: North Star jako Victoria

### Seriale
- 2002: The American Embassy jako Babe (1 odc.)
- 2002: Bedtime jako Stacey (4 odc.)
- 2003-2004: Inspektor Eddie jako Fiona Bickerton (13 odc.)
- 2019: Na cały głos jako Beth Ailes (miniserial, 7 odc.)
- 2022: Anatomia skandalu jako Sophie Whitehouse (miniserial, 6 odc.)
- 2022: Chivalry jako Lark (3 odc.)
- 2023: Ekstrapolacje jako Rebecca (3 odc.)